# Embaixada do Brasil em Acra
A Embaixada do Brasil em Acra é a missão diplomática brasileira em Gana, sendo responsável por manter e desenvolver as relações entre Brasil e Gana, além de efetuar a representação política do Brasil em Libéria e na Serra Leoa.
A missão diplomática se encontra no endereço No. 1 Templesi Lane, Airport Residential Area, Acra, Gana.
Este posto diplomático do Brasil se notabilizou na história das relações exteriores desse país por ser tido o primeiro afro-brasileiro chefiando-o, quando o jornalista Raymundo de Souza Dantas foi nomeado Embaixador do Brasil em Acra, durante a primeira metade da década de 1960, pelo então presidente Jânio Quadros.
Esta embaixada tem sido chefiada pelo diplomata e primeiro-secretário João André Silva de Oliveira que atua como encarregado de negócios deste posto, estando comissionado, desde janeiro de 2024, na função de ministro conselheiro.

## Jurisdições política e consular
Esta missão de representação diplomática exerce sua jurisdição política e consular perante os seguintes países:
- África do Sul;
- Libéria; e
- Serra Leoa.

## Embaixadores do Brasil em Acra
A Legação do Brasil em Acra foi criada em janeiro de 1961, no contexto da descolonização africana, tendo sido promovida à condição de Embaixada em 28 de março de 1961, por meio do Decreto nº 50.383/61. Sua instalação provisória ocorreu com a abertura da série telegráfica pelo diplomata Sérgio Maurício Corrêa do Lago, que então atuava como
encarregado de negócios, até a chegada do embaixador definitivo, Raimundo de Souza Dantas, o qual exerceu o cargo entre setembro de 1961 a julho de 1963.

### Lista de Embaixadores
Lista dos Ministros Plenipotenciários e Embaixadores do Brasil em Acra:
- Sergio Mauricio Corrêa do Lago, Encarregado de Negócios (02/01/1961-25/09/1961);
- Raymundo de Souza Dantas, Embaixador (25/09/1961-31/07/1963);
- Luiz Garrido Cavadas, Encarregado de Negócios (01/08/1963-14/07/1965);
- Bassul Athuil Netto, Encarregado de Negócios (15/07/1965-05/10/1965);
- Hersyl Castello Branco de Pereira Franco, Encarregado de Negócios (06/10/1965-02/11/1965);
- Luiz Garrido Cavadas, Encarregado de Negócios (03/11/1965-19/03/1968);
- Mario Vieira de Mello, Embaixador (20/03/1968-23/02/1971);
- José Murillo de Carvalho, Encarregado de Negócios (23/02/1971-17/03/1971);
- Renato Firmino Maia de Mendonça, Embaixador (17/03/1971 20/10/1971);
- Francisco Hermógenes de Paula, Encarregado de Negócios (20/10/1971-30/06/1972);
- Luiz Garrido Cavadas, Encarregado de Negócios (30/06/1972-19/07/1972);
- Lyle Amaury Tarisse da Fontoura, Embaixador (19/07/1972-01/12/1981);
- Júlio Celso Ramos, Encarregado de Negócios (01/12/1981-13/04/1982);
- Agenor Soares dos Santos, Embaixador (14/04/1982-11/03/1985);
- José Mauro da Fonseca Costa Couto, Encarregado de Negócios (11/03/1985-24/03/1986);
- Oswaldo Biato Júnior, Embaixador (24/03/1986-21/06/1987);
- Francisco Chagas Catunda Resende, Encarregado de Negócios, (21/06/1987-11/01/1988);
- Carlos Norberto de Oliveira Parés, Embaixador (11/01/1988-12/09/1990);
- Silvio José Albuquerque e Silva, Encarregado de Negócios (12/09/1990-19/11/1990);
- Alexandre da Silva Barbedo, Encarregado de Negócios (19/11/1990-01/02/1991);
- Roland Stille, Encarregado de Negócios (01/02/1991-06/05/1991);
- William Agel de Mello, Encarregado de Negócios (06/05/1991-17/10/1991);
- José Wilson Moreira, Encarregado de Negócios (17/10/1991-13/12/1991);
- Luiz Cesar Vinhaes da Costa, Encarregado de Negócios (13/12/1991-26/09/1993);
- Miguel Júnior França Chaves de Magalhães, Encarregado de Negócios (26/09/1993-25/11/1993);
- Benedicto Fonseca Filho Encarregado de Negócios (25/11/1993-28/01/1994);
- Rudá Gonzales Seferin, Encarregado de Negócios (28/01/1994-01/03/1994);
- Roberto Pessoa da Costa, Encarregado de Negócios (01/03/1994 12/04/1994);
- Hélder Martins de Moraes, Embaixador (12/04/1994-17/04/1998);
- Victor Manzolillo de Moraes, Encarregado de Negócios (17/04/1998-29/05/1998);
- Paulo Américo Veiga Wolowski, Embaixador (29/05/1998-31/07/2006);
- Luis Fernando de Andrade Serra, Embaixador (03/08/2006-08/08/2011);
- Irene Vida Gala, Embaixadora (13/08/2011-01/02/2017);
- Laudemar Gonçalves de Aguiar Neto, Encarregado de Negócios (01/02/2017-25/08/2017);
- Denilda Fernandes da Silva, Encarregada do Arquivo (25/08/2017 13/09/2017);
- Maria Elisa Teófilo de Luna, Embaixadora, (13/09/2017-2022);
- João André Silva de Oliveira, Encarregado de Negócios (2022-atual).